# Colégio dos Padres Jesuítas

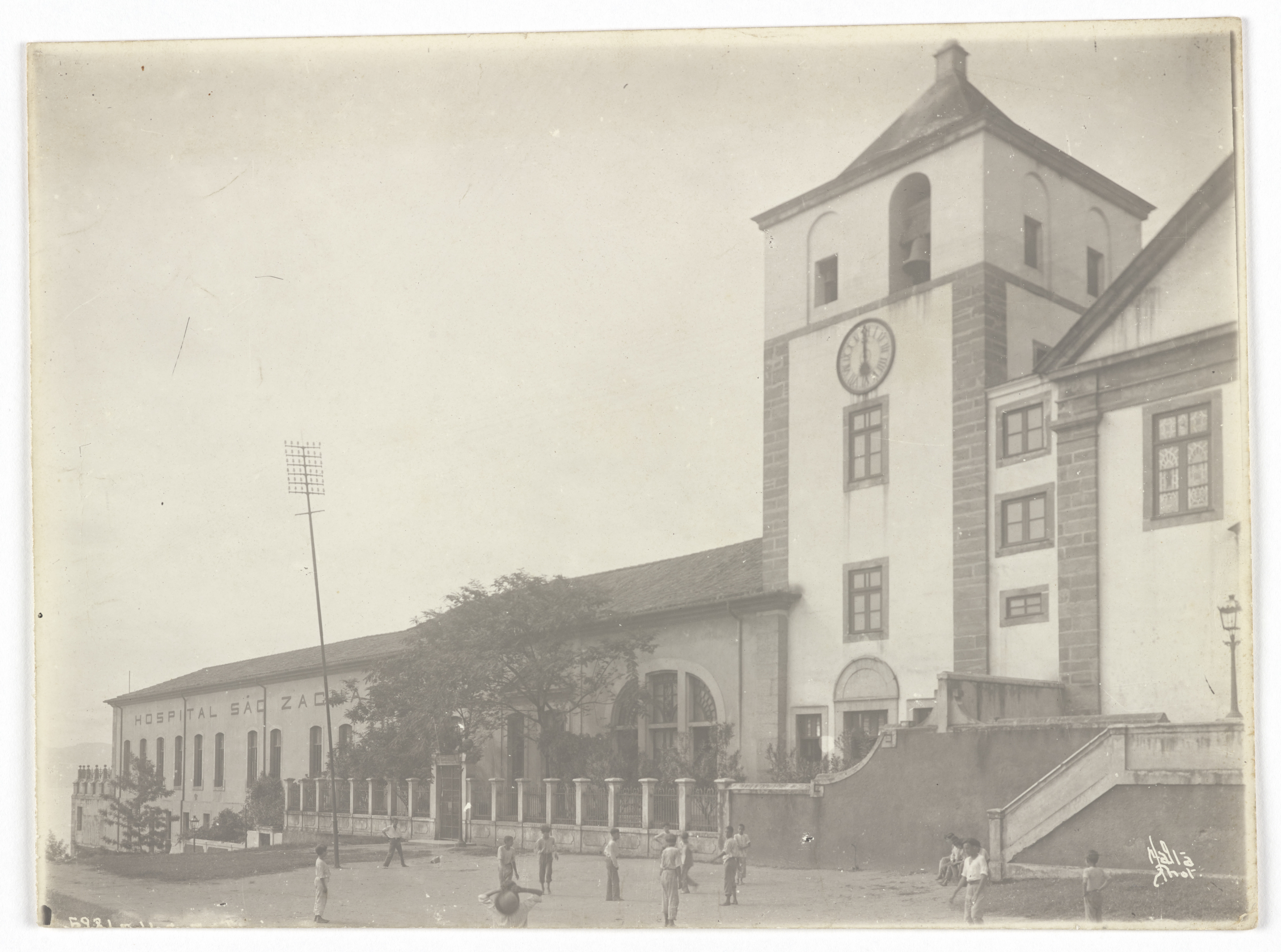
Igreja de Santo Inácio ou dos Jesuítas, no Morro do Castelo, ao lado do Hospital São Zacharias, antigo Colégio dos Jesuítas, fotografia de Augusto Malta, por volta de 1920. Acervo do Instituto Moreira Salles.

O Colégio dos Padres Jesuítas foi um educandário católico do Rio de Janeiro colonial, pertencente à Companhia de Jesus. Em 1567, quando da expulsão definitiva dos franceses da região da Baía de Guanabara, o arraial fundado em 1565 por Estácio de Sá no sopé do Morro Cara de Cão foi transferido para o alto do Morro do Castelo, cuja posição estratégica possibilitava um controle maior sobre o território. No novo arraial de São Sebastião do Rio de Janeiro, o Padre Manuel da Nóbrega, líder da primeira missão jesuítica a chegar à América, funda o Colégio dos Padres Jesuítas, voltado sobretudo para a catequese dos índios nativos, e também por volta de 1730, teria sido instalado um observatório astronômico, antecessor histórico do atual Observatório Nacional.
Com a expulsão dos Jesuítas do Império Português pelo Marquês de Pombal em 1759, as instalações do colégio passam a abrigar o Hospital Militar da Corte. E em 1808, D. João VI e Correia Picanço, fundaram no hospital o que é hoje a Faculdade de Medicina do Rio de Janeiro, uma das primeiras instituições de ensino superior do Brasil.
Em 1922, para abrir espaço para a montagem da Exposição Internacional do Centenário da Independência, o Morro do Castelo é arrasado e o antigo prédio do colégio e sua igreja foram demolidos. Os elementos remanescentes do antigo colégio do Morro do Castelo, estão hoje no Colégio Santo Inácio, no bairro de Botafogo, Zona Sul da cidade, instituição herdeira direta do legado jesuíta no Rio de Janeiro.

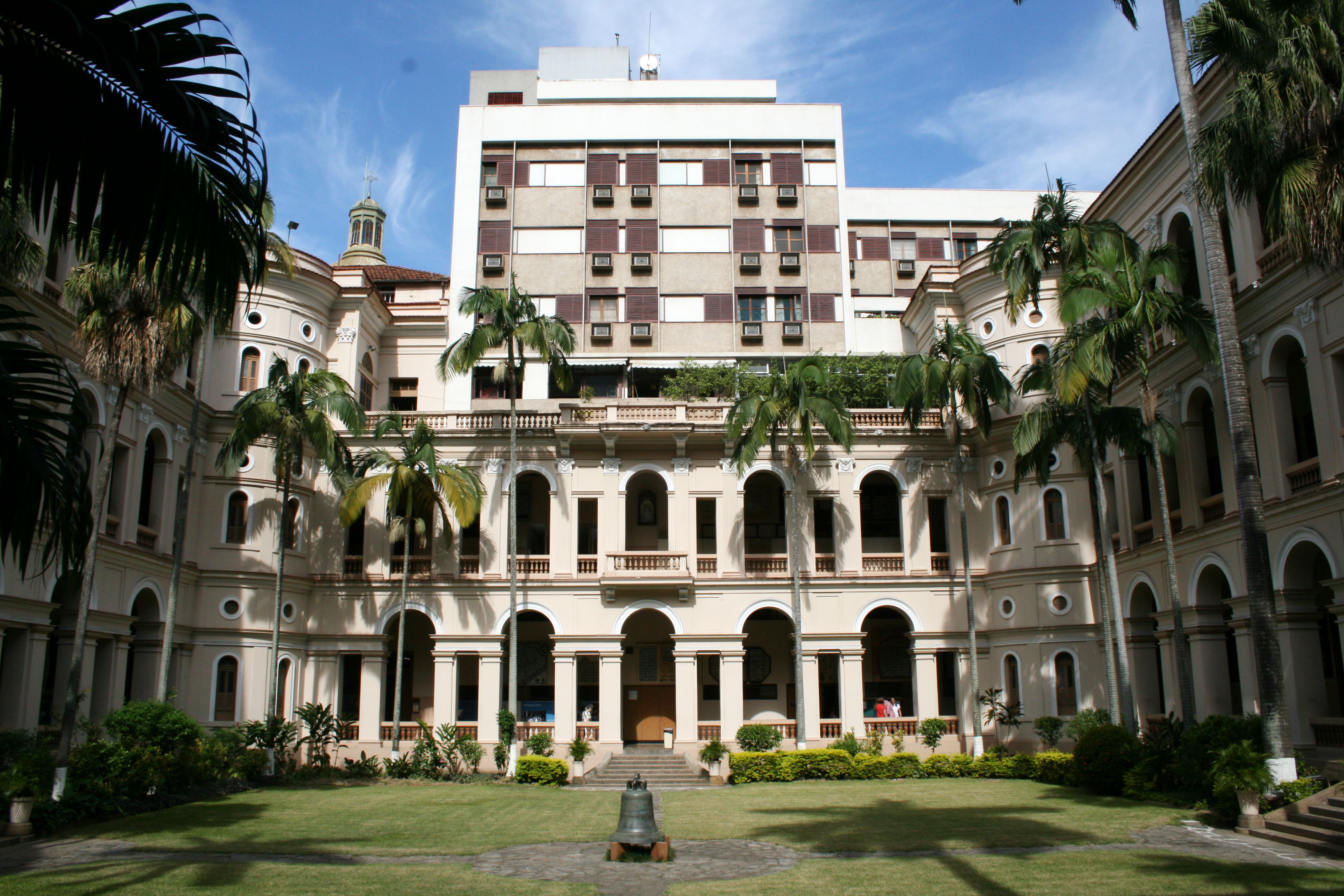
Pátio com o antigo sino da igreja, no Colégio Santo Inácio.